# گئورگی آدامیا
گئورگی آدامیا (گرجی: გიორგი ადამია؛ زادهٔ ۱۰ مارس ۱۹۸۱) بازیکن فوتبال اهل گرجستان است.
از باشگاه‌هایی که در آن بازی کرده‌است می‌توان به باشگاه فوتبال باکو، باشگاه فوتبال قره‌باغ، باشگاه فوتبال سیونی بولنیسی، باشگاه فوتبال نفتچی باکو، و باشگاه فوتبال شماخی اشاره کرد.
وی همچنین در تیم ملی فوتبال زیر ۲۱ سال گرجستان بازی کرده‌است.